# Muang Fuang
Muang Fuang är ett distrikt i Laos.   Det ligger i provinsen Vientiane, i den västra delen av landet, 90 km nordväst om huvudstaden Vientiane.